# Andrea Doria como Neptuno
El Retrato de Andrea Doria como Neptuno es una pintura al óleo sobre lienzo (115 cm x 53 cm) de Bronzino, fechada entre 1540 y 1550 y conservada en la Pinacoteca de Brera de Milán. Retoma conscientemente la convención romana de presentar dioses, héroes y emperadores en desnudez triunfal.

## Historia y descripción
La obra fue adquirida por la Pinacoteca en 1898 de los herederos de Paulo Jovio, humanista de Como al servicio de los Médicis que encargó la obra para su célebre colección de retratos de hombres ilustres, ubicada en su villa cerca de Como.
Se desconoce la datación de la obra, que es considerada por los críticos atribuible a la madurez del artista, en los años cuarenta del siglo XVI. El almirante Andrea Doria, nacido en 1466, entonces era ya anciano, convertido en el señor indiscutible de la República de Génova tras la alianza con el emperador Carlos V, celebrada por sus innumerables e históricas victorias en los mares.
A diferencia de los otros retratos de señores y condotieros, como Stefano Columna, Guidobaldo De la Rovere, o del mismo gran duque Cosme I de Médici, inmortalizados en brillantes armaduras de desfile, aquí Bronzino elige una inusual representación alegórica mostrando al fundador de la dinastía Doria bajo la apariencia mitológica del dios romano de los mares, Neptuno como ya había hecho años antes representando al mismo Cosme I, en su juventud, bajo la apariencia de Orfeo, en el lienzo hoy conservado en el Filadelfia Museum of Art.
Sobre un cielo oscuro, "opresivo" pero con una luna o relámpago visible, se perfilan parte de una vela y el imponente mástil de un barco, con evidente alusión al rol dominante del almirante, cuyo nombre está grabado sobre el propio mástil en letras romanas doradas. El protagonista es representado a media figura, con un expresivo giro de la cabeza hacia la derecha mientras el cuerpo está orientado de tres cuartos hacia la izquierda. Tiene una barba fluida, evidente referencia al Moisés de Miguel Ángel, y exhibe orgullosamente el torso desnudo que apenas envuelve con la vela escondiendo, no completamente, el pubis. La mirada es distante y absorta. Originalmente sostenía un remo, símbolo de su mando sobre la flota, pero un artista desconocido lo sustituyó posteriormente por un tridente, descrito por la crítica de arte Camille Paglia como "caricaturesco". El contorno del remo todavía es ligeramente visible. El mismo individuo debió añadir también el nombre de Doria.
Bronzino, célebre por el empleo de colores brillantes y tonalidades contrastantes, muestra aquí en cambio una gama tenue de marrones y grises, confiando la celebración del héroe al verismo con el cual describe la anatomía del cuerpo maduro, pero aun así no correspondiente a la ancianidad real, celebrando también el vigor y poderío todavía evidentes.
Hay una segunda versión en la villa Doria en Génova, donde Doria sostiene un remo como también sucedía inicialmente en la obra de Milán.